# Liste der Monuments historiques in Chantes
Die Liste der Monuments historiques in Chantes führt die Monuments historiques in der französischen Gemeinde Chantes auf.

## Liste der Objekte
| Bezeichnung                 | Beschreibung                                                                 | Standort                                        | Kennzeichnung | Schutzstatus | Datum | Bild |
| --------------------------- | ---------------------------------------------------------------------------- | ----------------------------------------------- | ------------- | ------------ | ----- | ---- |
| Taufbecken                  | Granit, bezeichnet 1563                                                      | in der Kirche Exaltation-de-la-Ste-Croix (Lage) | PM70000288    | Classé       | 1912  |      |
| Kruzifix                    | Holz, farbig gefasst, 17. oder 18. Jahrhundert                               | in der Kirche Exaltation-de-la-Ste-Croix (Lage) | PM70002117    | Inscrit      | 2005  |      |
| Gittertür                   | Schmiedeeisen, 18. Jahrhundert                                               | in der Kirche Exaltation-de-la-Ste-Croix (Lage) | PM70002118    | Inscrit      | 2005  |      |
| Skulptur Heiliger Pantaleon | Holz, farbig gefasst, um 1700                                                | in der Kirche Exaltation-de-la-Ste-Croix (Lage) | PM70002362    | Inscrit      | 1995  |      |
| Skulptur Heiliger Pantaleon | Holz, vergoldet, 19. Jahrhundert                                             | in der Kirche Exaltation-de-la-Ste-Croix (Lage) | PM70002363    | Inscrit      | 1995  |      |
| Skulptur Madonna            | Holz, farbig gefasst, 18. Jahrhundert                                        | in der Kirche Exaltation-de-la-Ste-Croix (Lage) | PM70002364    | Inscrit      | 1995  |      |
| Kommunionbank               | Schmiedeeisen, 18. Jahrhundert                                               | in der Kirche Exaltation-de-la-Ste-Croix (Lage) | PM70002365    | Inscrit      | 1995  |      |
| Hauptaltar                  | Altartisch, Tabernakel und zwei Skulpturen; Holz, vergoldet, 18. Jahrhundert | in der Kirche Exaltation-de-la-Ste-Croix (Lage) | PM70002366    | Inscrit      | 1995  |      |
| Skulptur Heiliger Gregor    | Holz, vergoldet, 18. Jahrhundert                                             | in der Kirche Exaltation-de-la-Ste-Croix (Lage) | PM70002367    | Inscrit      | 1995  |      |
| Skulptur eines Bischofs     | Holz, vergoldet, 18. Jahrhundert                                             | in der Kirche Exaltation-de-la-Ste-Croix (Lage) | PM70002368    | Inscrit      | 1995  |      |